# Мнишин
Мнишин (укр. Мнишин) — село в Бабинской сельской общине Ровненского района Ровненской области Украины.
До 2020 года входило в Гощанский район.
Население по переписи 2001 года составляло 549 человек. Почтовый индекс — 35433. Телефонный код — 3650.